# Hokejbalová extraliga mužů 2022/2023
Extraliga hokejbalu 2022/2023 byl 33. ročník nejvyšší hokejbalové souteže v České republice. Účastnilo se jí 12 týmů. Základní část začala 3. září 2022 a skončila 15. dubna 2023. Prvních 8 týmů tabulky postoupilo do play-off. Poslední 4 týmy tabulky hrálo play-down. Play-off začalo 22. dubna 2023 a skončilo 4. června 2023. Play-down se hrálo od 29. dubna do 27. května 2023.
Mistrem České republiky se stal po šesté za sebou HC Kert Park Praha. Vicemistrem se stal SK Hokejbal Letohrad.
Sestupující tým byl HBC Hradec Králové 1988. Postoupit z 1. ligy měla původně SK Kometa Polička. Ovšem kvůli nevyhovujícímu zázemí v Poličce přešla práva na extraligu po dohodě zpátky na HBC Hradec Králové 1988.

## Rozmístění klubů
Dohromady se zúčastnilo 12 týmů z celé České republiky.
- Středočeský kraj
  - HBC Kladno
- Hlavní Město Praha
  - HBC Hostivař
  - HC Kert Park Praha
- Ústecký kraj
  - Elba DDM Ústí nad Labem
- Plzeňský kraj
  - HBC Plzeň
  - TJ Snack Dobřany
- Jihočeský kraj
  - HBC Prachatice
- Královéhradecký kraj
  - HBC Hradec Králové 1988
- Pardubický kraj
  - HBC Pardubice
  - HBC Svítkov Stars Pardubice
  - SK Hokejbal Letohrad
- Moravskoslezský kraj
  - HbK Karviná

## Pravidla soutěže
Extraligy hokejbalu se tento rok zúčastnilo 12 týmu z České republiky. Základní část trvala od září 2022 do dubna 2023. Základní část měla 22 kol zápasů, tj. každý s každým hrál dvakrát. Týmy, které skončily na prvních 8 příčkách v tabulce, postoupily do čtvrtfinále play-off. Týmy, které skončily na 9. až 12. místě tabulky, hrály play-down.
Play-off začalo čtvrtfinálem, kde hrál sestupně nejlepší proti nejhoršímu z postupujících týmů (tj. 1.-8., 2.-7., ...). Aby tým postoupil dál v play-off, musel vyhrát v sérii vzájemných zápasů třikrát. Maximálně se mohlo hrát 5 utkání v sérii. To platilo i pro semifinále a finále. Tým, který nedokázal vyhrát 3 zápasy v sérii, byl vyřazen a sezóna pro něj skončila. Tým, který dokázal třikrát v sérii vyhrát, postoupil dál v play-off. Čtyři týmy, které vyhrály zápasové série, postoupily do semifinále. Dva týmy, které vyhrály semifinálové série, postoupily do finále. Tým, který vypadl v semifinále a umístil se v základní části lépe než druhý poražený semifinalista, obsadil 3. místo celkově. Vítěz finále se stane mistrem České republiky. Poražený tým se stane vicemistrem.
Play-down začalo 1. kolem, kde se proti sobě utkaly týmy na 9. a 12. příčce a 10. a 11. příčce. Systém byl podobný jako v play-off. Hrálo se na 3 vítězné zápasy v sérii. Tým, který dokázal v zápasové sérii vyhrát 3 zápasy, se udržel v extralize. Tým, který nedokázal 3 zápasy vyhrát a prohrál zápasovou sérii, sestoupil do 2. kola, kde se proti sobě utkaly týmy, které prohrály úvodní 1. kolo. Vítěz 2. kola se udrží v Extralize hokejbalu. Poražený tým v 2. kole sestoupí do 1. ligy hokejbalu.

## Základní část
| Poř. | Tým                         | Z  | V  | VP | PP | P  | VG  | OG  | B  |
| ---- | --------------------------- | -- | -- | -- | -- | -- | --- | --- | -- |
| 1.   | HC Kert Park Praha          | 22 | 18 | 2  | 1  | 1  | 121 | 52  | 59 |
| 2.   | SK Hokejbal Letohrad        | 22 | 15 | 2  | 1  | 4  | 76  | 58  | 50 |
| 3.   | HBC Pardubice               | 22 | 14 | 2  | 3  | 3  | 90  | 49  | 49 |
| 4.   | HbK Karviná                 | 22 | 10 | 2  | 1  | 9  | 81  | 71  | 35 |
| 5.   | HBC Svítkov Stars Pardubice | 22 | 9  | 2  | 3  | 8  | 75  | 65  | 34 |
| 6.   | HBC Hostivař                | 22 | 10 | 1  | 1  | 10 | 91  | 86  | 33 |
| 7.   | Elba DDM Ústí nad Labem     | 22 | 9  | 1  | 2  | 10 | 62  | 57  | 31 |
| 8.   | HBC Kladno                  | 22 | 7  | 3  | 2  | 10 | 58  | 69  | 29 |
| 9.   | TJ Snack Dobřany            | 22 | 7  | 1  | 2  | 12 | 69  | 98  | 25 |
| 10.  | HBC Plzeň                   | 22 | 6  | 1  | 2  | 13 | 53  | 80  | 22 |
| 11.  | HBC Prachatice              | 22 | 3  | 4  | 0  | 15 | 63  | 103 | 17 |
| 12.  | HBC Hradec Králové 1988     | 22 | 3  | 0  | 3  | 16 | 45  | 94  | 12 |

Legenda: Z = Odehrané zápasy; V = Výhry; VP = Výhry v prodloužení; PP = Prohry v prodloužení; P = Prohry; VG = Vstřelené góly; OG = Obdržené góly; B = Body
|  | Play-off  |
|  | Play-down |

### Nejproduktivnější hráči základní části
| Poř. | Hráč             | Klub                 | Počet utkání | Branky | Asistence | Body |
| ---- | ---------------- | -------------------- | ------------ | ------ | --------- | ---- |
| 1.   | Jan Čejka        | HBC Hostivař         | 21           | 29     | 20        | 49   |
| 2.   | Dalimil Zvonek   | HC Kert Park Praha   | 22           | 15     | 32        | 47   |
| 3.   | Radomír Vaněk    | HC Kert Park Praha   | 21           | 20     | 18        | 38   |
| 4.   | Lumír Rosůlek    | HbK Karviná          | 21           | 15     | 22        | 37   |
| 5.   | Jan Bílý         | HBC Pardubice        | 22           | 9      | 28        | 37   |
| 6.   | David Halbrštát  | SK Hokejbal Letohrad | 21           | 11     | 23        | 34   |
| 7.   | Samuel Kucharčík | HBC Hostivař         | 20           | 13     | 19        | 32   |
| 8.   | Michal Macháček  | SK Hokejbal Letohrad | 22           | 16     | 15        | 31   |
| 9.   | Martin Pala      | HbK Karviná          | 21           | 6      | 25        | 31   |
| 10.  | Jan Diviš        | HbK Karviná          | 18           | 13     | 15        | 28   |

### Nejlepší brankáři základní části
| Poř. | Hráč            | Klub                        | Počet minut | Branky | Nuly | Úspěšnost |
| ---- | --------------- | --------------------------- | ----------- | ------ | ---- | --------- |
| 1.   | Tomáš Rechtorik | Elba DDM Ústí nad Labem     | 600         | 29     | 3    | 91,16     |
| 2.   | Pavel Foršt     | HBC Pardubice               | 623         | 27     | 4    | 91,12     |
| 3.   | Jiří Návara     | HC Kert Park Praha          | 768         | 37     | 1    | 90,77     |
| 4.   | Michal Novák    | SK Hokejbal Letohrad        | 628         | 33     | 2    | 90,46     |
| 5.   | Lukáš Novotný   | HBC Svítkov Stars Pardubice | 930         | 55     | 4    | 89,89     |

## Play-off
|  | Čtvrtfinále                 | Čtvrtfinále                 |                      |   | Semifinále | Semifinále |  |  | Finále | Finále |
|  | 1. Čtvrtfinále              |                             |                      |   |            |            |  |  |        |        |
|  |                             |                             |                      |   |            |            |  |  |        |        |
|  | HC Kert Park Praha          | 3                           |                      |   |            |            |  |  |        |        |
|  | HC Kert Park Praha          | 3                           | 1. Semifinále        |   |            |            |  |  |        |        |
|  | HBC Kladno                  | 1                           |                      |   |            |            |  |  |        |        |
|  | HBC Kladno                  | 1                           | HC Kert Park Praha   | 3 |            |            |  |  |        |        |
|  | 2. Čtvrtfinále              |                             | HC Kert Park Praha   | 3 |            |            |  |  |        |        |
|  |                             | HBC Svítkov Stars Pardubice | 0                    |   |            |            |  |  |        |        |
|  | HbK Karviná                 | HBC Svítkov Stars Pardubice | 0                    | 2 |            |            |  |  |        |        |
|  | HbK Karviná                 |                             | Finále               | 2 |            |            |  |  |        |        |
|  | HBC Svítkov Stars Pardubice | 3                           |                      |   |            |            |  |  |        |        |
|  | HBC Svítkov Stars Pardubice | 3                           | HC Kert Park Praha   | 3 |            |            |  |  |        |        |
|  | 3. Čtvrtfinále              |                             | HC Kert Park Praha   | 3 |            |            |  |  |        |        |
|  |                             | SK Hokejbal Letohrad        | 1                    |   |            |            |  |  |        |        |
|  | HBC Pardubice               | SK Hokejbal Letohrad        | 1                    | 3 |            |            |  |  |        |        |
|  | HBC Pardubice               | 2. Semifinále               |                      | 3 |            |            |  |  |        |        |
|  | HBC Hostivař                | 0                           |                      |   |            |            |  |  |        |        |
|  | HBC Hostivař                | 0                           | SK Hokejbal Letohrad | 3 |            |            |  |  |        |        |
|  | 4. Čtvrtfinále              |                             | SK Hokejbal Letohrad | 3 |            |            |  |  |        |        |
|  |                             | HBC Pardubice               | 2                    |   |            |            |  |  |        |        |
|  | SK Hokejbal Letohrad        | HBC Pardubice               | 2                    | 3 |            |            |  |  |        |        |
|  | SK Hokejbal Letohrad        |                             |                      | 3 |            |            |  |  |        |        |
|  | Elba DDM Ústí nad Labem     | 2                           |                      |   |            |            |  |  |        |        |
|  | Elba DDM Ústí nad Labem     | 2                           |                      |   |            |            |  |  |        |        |

### Čtvrtfinále

#### HC Kert Park Praha - HBC Kladno 3:1
| Zápas | Datum | Domácí             | Hosté              | Skóre | Třetiny           |
| ----- | ----- | ------------------ | ------------------ | ----- | ----------------- |
| 1.    | 22.4. | HC Kert Park Praha | HBC Kladno         | 5:2   | 2:1 1:0 2:1       |
| 2.    | 23.4. | HC Kert Park Praha | HBC Kladno         | 4:0   | 0:0 1:0 3:0       |
| 3.    | 29.4. | HBC Kladno         | HC Kert Park Praha | 4:3pp | 1:1 1:1 1:1 - 1:0 |
| 4.    | 30.4. | HBC Kladno         | HC Kert Park Praha | 3:4pp | 0:2 1:0 2:1 - 0:1 |

#### HbK Karviná - HBC Svítkov Stars Pardubice 2:3
| Zápas | Datum | Domácí                      | Hosté                       | Skóre | Třetiny     |
| ----- | ----- | --------------------------- | --------------------------- | ----- | ----------- |
| 1.    | 22.4  | HbK Karviná                 | HBC Svítkov Stars Pardubice | 6:2   | 1:0 2:0 3:2 |
| 2.    | 23.4  | HbK Karviná                 | HBC Svítkov Stars Pardubice | 5:3   | 1:1 3:1 1:1 |
| 3.    | 29.4  | HBC Svítkov Stars Pardubice | HbK Karviná                 | 4:0   | 1:0 2:0 1:0 |
| 4.    | 30.4  | HBC Svítkov Stars Pardubice | HbK Karviná                 | 4:1   | 1:0 2:1 1:0 |
| 5.    | 3.5   | HbK Karviná                 | HBC Svítkov Stars Pardubice | 3:5   | 1:1 1:2 1:2 |

#### HBC Pardubice - HBC Hostivař 3:0
| Zápas | Datum | Domácí        | Hosté         | Skóre | Třetiny     |
| ----- | ----- | ------------- | ------------- | ----- | ----------- |
| 1.    | 22.4. | HBC Pardubice | HBC Hostivař  | 6:2   | 3:0 1:2 2:0 |
| 2.    | 23.4. | HBC Pardubice | HBC Hostivař  | 6:5   | 2:3 2:2 2:0 |
| 3.    | 29.4. | HBC Hostivař  | HBC Pardubice | 1:2   | 0:2 1:0 0:0 |

#### SK Hokejbal Letohrad - Elba DDM Ústí nad Labem 3:2
| Zápas | Datum | Domácí                  | Hosté                   | Skóre | Třetiny           |
| ----- | ----- | ----------------------- | ----------------------- | ----- | ----------------- |
| 1.    | 22.4  | SK Hokejbal Letohrad    | Elba DDM Ústí nad Labem | 3:2ss | 1:2 1:0 0:0 - 0:0 |
| 2.    | 23.4  | SK Hokejbal Letohrad    | Elba DDM Ústí nad Labem | 3:4pp | 1:1 0:0 2:2 - 0:1 |
| 3.    | 29.4  | Elba DDM Ústí nad Labem | SK Hokejbal Letohrad    | 3:1   | 0:0 1:1 2:0       |
| 4.    | 30.4  | Elba DDM Ústí nad Labem | SK Hokejbal Letohrad    | 1:3   | 0:0 1:1 0:2       |
| 5.    | 3.5   | SK Hokejbal Letohrad    | Elba DDM Ústí nad Labem | 3:2pp | 2:0 0:1 0:1 - 1:0 |

### Semifinále

#### HC Kert Park Praha - HBC Svítkov Stars Pardubice 3:0
| Zápas | Datum | Domácí                      | Hosté                       | Skóre | Třetiny     |
| ----- | ----- | --------------------------- | --------------------------- | ----- | ----------- |
| 1.    | 6.5.  | HC Kert Park Praha          | HBC Svítkov Stars Pardubice | 7:3   | 2:1 3:0 2:2 |
| 2.    | 7.5.  | HC Kert Park Praha          | HBC Svítkov Stars Pardubice | 4:1   | 0:0 3:0 1:1 |
| 3.    | 13.5. | HBC Svítkov Stars Pardubice | HC Kert Park Praha          | 1:5   | 1:3 0:2 0:0 |

#### SK Hokejbal Letohrad - HBC Pardubice 3:2
| Zápas | Datum | Domácí               | Hosté                | Skóre | Třetiny           |
| ----- | ----- | -------------------- | -------------------- | ----- | ----------------- |
| 1.    | 6.5.  | SK Hokejbal Letohrad | HBC Pardubice        | 2:3   | 0:1 2:2 0:0       |
| 2.    | 7.5.  | SK Hokejbal Letohrad | HBC Pardubice        | 3:2   | 0:0 1:2 2:0       |
| 3.    | 13.5. | HBC Pardubice        | SK Hokejbal Letohrad | 3:0   | 0:0 2:0 1:0       |
| 4.    | 14.5  | HBC Pardubice        | SK Hokejbal Letohrad | 1:2pp | 0:0 0:0 1:1 - 0:1 |
| 5.    | 20.5. | SK Hokejbal Letohrad | HBC Pardubice        | 3:2pp | 2:1 0:0 0:1 - 0:1 |

### Finále

#### HC Kert Park Praha - SK Hokejbal Letohrad 3:1
| Zápas | Datum | Domácí               | Hosté                | Skóre | Třetiny     |
| ----- | ----- | -------------------- | -------------------- | ----- | ----------- |
| 1.    | 27.5. | HC Kert Park Praha   | SK Hokejbal Letohrad | 5:4   | 2:0 0:3 2:1 |
| 2.    | 28.5. | HC Kert Park Praha   | SK Hokejbal Letohrad | 4:0   | 2:0 2:0 0:0 |
| 3.    | 3.6.  | SK Hokejbal Letohrad | HC Kert Park Praha   | 6:2   | 1:1 2:0 3:1 |
| 4.    | 4.6.  | SK Hokejbal Letohrad | HC Kert Park Praha   | 1:4   | 1:2 0:1 0:1 |

### Nejproduktivnější hráči Play-off
| Poř. | Hráč           | Klub                 | Počet utkání | Branky | Asistence | Body |
| ---- | -------------- | -------------------- | ------------ | ------ | --------- | ---- |
| 1.   | Dalimil Zvonek | HC Kert Park Praha   | 11           | 6      | 13        | 19   |
| 2.   | Vít Rozlílek   | SK Hokejbal Letohrad | 14           | 11     | 3         | 14   |
| 3.   | Martin Kruček  | HC Kert Park Praha   | 11           | 6      | 7         | 13   |
| 4.   | Petr Danko     | HC Kert Park Praha   | 11           | 8      | 3         | 11   |
| 5.   | Jan Bílý       | HBC Pardubice        | 8            | 3      | 8         | 11   |
| 6.   | Tomáš Lhota    | HC Kert Park Praha   | 11           | 4      | 6         | 10   |

### Nejlepší brankáři Play-off
| Poř. | Hráč            | Klub                    | Počet minut | Branky | Zápasy | Úspěšnost |
| ---- | --------------- | ----------------------- | ----------- | ------ | ------ | --------- |
| 1.   | Tomáš Rechtorik | Elba DDM Ústí nad Labem | 209         | 10     | 4      | 93,01     |
| 2.   | Pavel Foršt     | HBC Pardubice           | 371         | 18     | 8      | 91,13     |
| 3.   | Jiří Návara     | HC Kert Park Praha      | 491         | 25     | 11     | 90,12     |
| 4.   | Michal Novák    | SK Hokejbal Letohrad    | 675         | 38     | 14     | 89,87     |

## Play-down
|  | 1. Kolo | 1. Kolo                 | 1. Kolo |  |  | 2. Kolo | 2. Kolo                 | 2. Kolo |
|  |         |                         |         |  |  |         |                         |         |
|  | 9.      | TJ Snack Dobřany        | 3       |  |  |         |                         |         |
|  | 12.     | HBC Hradec Králové 1988 | 1       |  |  |         |                         |         |
|  |         |                         |         |  |  | 11.     | HBC Prachatice          | 3       |
|  |         |                         |         |  |  | 12.     | HBC Hradec Králové 1988 | 2       |
|  | 10.     | HBC Plzeň               | 3       |  |  |         |                         |         |
|  | 11.     | HBC Prachatice          | 0       |  |  |         |                         |         |

### 1. Kolo

#### TJ Snack Dobřany - HBC Hradec Králové 1988 3:1
| Zápas | Datum | Domácí                  | Hosté                   | Skóre | Třetiny     |
| ----- | ----- | ----------------------- | ----------------------- | ----- | ----------- |
| 1.    | 29.4. | TJ Snack Dobřany        | HBC Hradec Králové 1988 | 1:3   | 0:1 1:2 0:0 |
| 2.    | 30.4. | TJ Snack Dobřany        | HBC Hradec Králové 1988 | 2:1   | 1:0 1:0 0:1 |
| 3.    | 6.5.  | HBC Hradec Králové 1988 | TJ Snack Dobřany        | 1:2   | 1:0 0:0 0:2 |
| 4.    | 7.5.  | HBC Hradec Králové 1988 | TJ Snack Dobřany        | 1:4   | 0:2 2:2 0:0 |

#### HBC Plzeň - HBC Prachatice 3:0
| Zápas | Datum | Domácí         | Hosté          | Skóre | Třetiny     |
| ----- | ----- | -------------- | -------------- | ----- | ----------- |
| 1.    | 29.4. | HBC Plzeň      | HBC Prachatice | 8:1   | 3:1 2:0 3:0 |
| 2.    | 30.4. | HBC Plzeň      | HBC Prachatice | 7:2   | 0:1 2:0 5:1 |
| 3.    | 6.5.  | HBC Prachatice | HBC Plzeň      | 1:5   | 0:2 1:1 0:2 |

### 2. Kolo

#### HBC Prachatice - HBC Hradec Králové 1988 3:2
| Zápas | Datum | Domácí                  | Hosté                   | Skóre | Třetiny           |
| ----- | ----- | ----------------------- | ----------------------- | ----- | ----------------- |
| 1.    | 6.5.  | HBC Prachatice          | HBC Hradec Králové 1988 | 2:3ss | 1:0 0:0 1:2 - 0:0 |
| 2.    | 7.5.  | HBC Prachatice          | HBC Hradec Králové 1988 | 6:3   | 1:1 4:2 1:0       |
| 3.    | 13.5. | HBC Hradec Králové 1988 | HBC Prachatice          | 5:1   | 2:0 1:0 2:1       |
| 4.    | 14.5  | HBC Hradec Králové 1988 | HBC Prachatice          | 2:3pp | 1:1 1:0 0:1 - 0:1 |
| 5.    | 20.5. | HBC Prachatice          | HBC Hradec Králové 1988 | 5:1   | 0:0 2:0 3:1       |

I přesto že Hradec Králové by měl podle pravidel hrát 1. ligu. SK Kometa Polička, která vyhrálá 1. ligu a tím i postup do Extraligy, odevzdala práva na Extraligu po domluvě zpátky Hradci Králové. Důvodem bylo nevyhovující zázemí v Poličce. Takže nakonec se Hradec Králové udržel v Extralize.